# 1325
Cette page concerne l'année 1325  du calendrier julien.
L'année 1325 est une année commune qui commence un mardi.

## Événements
- Février[1] : Ghiyath al-Din Tughlûq, qui a maté les révoltes du Gujerat et du Bengale, meurt à son retour de campagne d’un « accident » causé par la chute d’un arc de triomphe de bois posé par son fils Jauna.

- 3 mars[2] : date de fondation la plus souvent avancée pour Tenochtitlan, la future Mexico, par les Aztèques, qui colonisent le centre du Mexique. Sous l’influence de la cité-État voisine d'Azcapotzalco, ils s'organisent en État. Les prêtres aztèques déclarent avoir vu un cactus poussant sur un rocher, avec, perché dessus, un aigle mangeant un serpent, conformément à la légende selon laquelle les Aztèques doivent fonder une grande civilisation dans une région marécageuse où ils verraient cette scène[3]. Les Aztèques convertissent le lit peu profond du lac en chinampas (jardins extrêmement fertiles formés en entassant de la boue sur le fond du lac pour créer des îles artificielles). La ville de Tenochtitlán dispose d’un réseau de rues et de canaux à angle droit autour d’une enceinte cérémonielle constituée de pyramides, de temples et de palais. Elle est protégée des inondations par de solides barrages et reliée au continent par trois chaussées.

- 14 juin : le géographe arabe Ibn Battuta (né à Tanger en 1304) commence ses voyages d'exploration[4] (fin en 1369).
- 13 juillet[5] : début du règne de Muhammad bin-Tughlûq, sultan de Delhi (jusqu'en 1351).

- Le roi d’Éthiopie Amda Seyon Ier riposte aux persécutions des coptes par les mamelouks d'Égypte en les sommant de restaurer les églises ruinées, sinon il menace de détourner le cours du Nil et d’exercer des représailles sur les musulmans passant dans son royaume. Son ambassade revient du Caire sans avoir rien obtenu, et le sultan d’Ifat Haqq-ed-Din attaque les territoires chrétiens du Choa, brûle les églises et contraint les fidèles à s’apostasier[6].
- Soulèvements populaires dus aux famines et à l’inflation en Chine[7].
- Séjour en Chine du franciscain Odoric de Pordenone (fin en 1328)[8].

### Europe

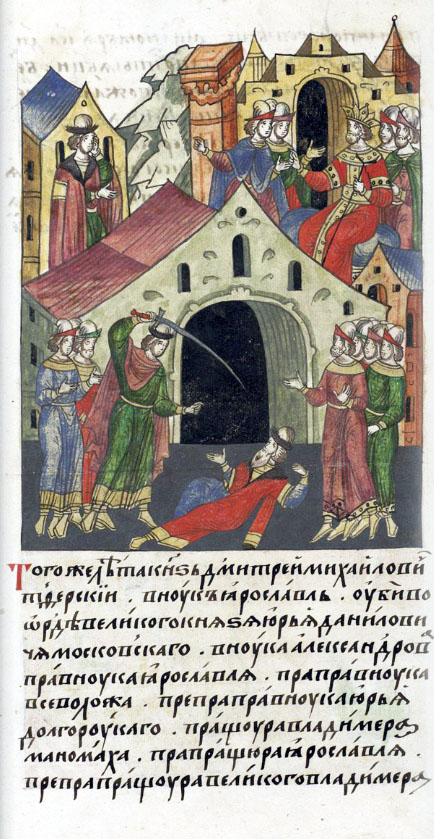
21 novembre : Dimitri II Vladimirski tue Iouri III Moskovski

- 7 janvier : début du règne d'Alphonse IV de Portugal (fin en 1357)[9].
- 14 février : l’Université de Paris lève son interdiction du thomisme[10].
- 26 mai[11] : la flotte angevine de Charles de Calabre met le siège devant Palerme en Sicile mais échoue à prendre la ville[12].
- 21 juillet : révolte de la commune de Sassari contre les aragonais en Sardaigne[13].
- 7 août : bataille de Varey, gagnée par le dauphin Guigues VIII contre Édouard, Comte de Savoie[14].

- 22 - 23 septembre : victoire de Castruccio Castracani sur Florence à la bataille d'Altopascio[15].
- 16 octobre[16] : le futur Casimir III épouse Aldona, la fille de Gediminas[17] pour sceller le traité de paix et d'alliance signé à Cracovie entre la Pologne et la Lituanie contre l'Ordre Teutonique[18]. Cet accord est suivi d'une alliance entre la Pologne et la Poméranie contre le Brandebourg.
- 21 novembre[19] : Georges de Moscou est tué à la Horde d'or par Dimitri de Tver, qui est exécuté sur-le-champ. Alexandre de Tver, frère de Dimitri, devient grand-prince de Vladimir et Ivan Ier Danilovitch, dit Ivan Kalita (Sac d’argent), prince de Moscou.

- Très forte sècheresse en France[20]. Faible récolte de céréales mais vendanges exceptionnelles.
- Russie : Le métropolite Pierre transfère son siège de Vladimir à Moscou[21].

## Art et culture
- Fin de la construction de la medersa el Attarin à Fès[22].

- Mausolée de Ghiyath al-Din Tughlûq à Delhi.

- Début de la construction de la mosquée Djingareyber à Tombouctou, sur ordre de Kanga Moussa.